# Giải bóng đá A1 toàn quốc 1987
Giải bóng đá A1 toàn quốc 1987 là mùa giải thứ 7 của Giải bóng đá A1 toàn quốc, giải đấu bóng đá hạng cao nhất Việt Nam. Giải diễn ra từ ngày 1 tháng 3 đến ngày 7 tháng 6 năm 1987 với 27 đội bóng tham dự, trong đó có ba đội bóng lần đầu tiên tham dự giải đấu (Long An, Điện Hải Phòng và Công an Quảng Nam-Đà Nẵng) và sáu đội quay trở lại giải (Tổng cục Đường sắt, Tiền Giang, Công nhân Xây dựng Hà Nội, Dệt Nam Định và An Giang). Giải lần này tiếp tục không có đội xuống hạng.

## Thể thức
Giải đấu bao gồm hai giai đoạn:
- Giai đoạn 1: 27 đội bóng được chia làm ba bảng 9 đội, thi đấu vòng tròn hai lượt chọn 4 đội dẫn đầu mỗi bảng vào giai đoạn 2. Các trận hoà thứ năm trở đi của mỗi đội sẽ không được tính điểm.
- Giai đoạn 2: 12 đội bóng vượt qua giai đoạn 1 tiếp tục được chia vào ba nhóm 4 đội, thi đấu vòng tròn một lượt chọn hai đội đứng đầu mỗi nhóm và hai đội xếp thứ ba có thành tích tốt nhất vào vòng tứ kết. Sau đó các đội sẽ thi đấu loại trực tiếp cho đên khi tìm ra nhà vô địch.

## Giai đoạn 1

### Bảng A
| TT | Đội                           | Trận | Thắng | Hòa | Thua | Bàn thắng | Bàn thua | Điểm | Ghi chú             |
| 1  | Câu lạc bộ Quân đội           | 16   | 8     | 6   | 2    | 20        | 9        | 20   | Lọt vào giai đoạn 2 |
| 2  | Công nhân Nghĩa Bình          | 16   | 6     | 7   | 3    | 19        | 13       | 16   | Lọt vào giai đoạn 2 |
| 3  | Công an Thành phố Hồ Chí Minh | 16   | 6     | 4   | 6    | 16        | 10       | 16   | Lọt vào giai đoạn 2 |
| 4  | Công an Hải Phòng             | 16   | 6     | 7   | 3    | 16        | 15       | 16   | Lọt vào giai đoạn 2 |
| 5  | Công nhân Xây dựng Hà Nội     | 16   | 6     | 4   | 6    | 10        | 10       | 16   |                     |
| 6  | Dệt Nam Định                  | 16   | 5     | 8   | 3    | 19        | 17       | 14   |                     |
| 7  | Than Quảng Ninh               | 16   | 4     | 8   | 4    | 10        | 10       | 12   |                     |
| 8  | Sông Lam Nghệ Tĩnh            | 16   | 4     | 3   | 9    | 11        | 21       | 11   |                     |
| 9  | Long An                       | 16   | 0     | 7   | 9    | 10        | 26       | 4    |                     |

| Lượt đi | Lượt đi | Lượt đi | Trận                          | Trận | Trận                          | Lượt về | Lượt về | Lượt về |
| ------- | ------- | ------- | ----------------------------- | ---- | ----------------------------- | ------- | ------- | ------- |
| Ngày    | Sân     | Tỷ số   | Đội                           |      | Đội                           | Tỷ số   | Sân     | Ngày    |
| Vòng 1  |         | 1-1     | Than Quảng Ninh               | -    | Dệt Nam Định                  | 2-2     |         | Vòng 10 |
| Vòng 1  |         | 1-1     | Long An                       | -    | Công an Hải Phòng             | 1-2     |         | Vòng 10 |
| Vòng 1  |         | 2-0     | Câu lạc bộ Quân đội           | -    | Sông Lam Nghệ Tĩnh            | 2-0     |         | Vòng 10 |
| Vòng 1  |         | 2-0     | Công nhân Nghĩa Bình          | -    | Công nhân Xây dựng Hà Nội     | 1-0     |         | Vòng 10 |
| Vòng 2  |         | 1-0     | Công an Hải Phòng             | -    | Công an Thành phố Hồ Chí Minh | 1-0     |         | Vòng 11 |
| Vòng 2  |         | 0-0     | Long An                       | -    | Công nhân Xây dựng Hà Nội     | 0-2     |         | Vòng 11 |
| Vòng 2  |         | 2-1     | Sông Lam Nghệ Tĩnh            | -    | Dệt Nam Định                  | 1-2     |         | Vòng 11 |
| Vòng 2  |         | 0-0     | Câu lạc bộ Quân đội           | -    | Công nhân Nghĩa Bình          | 2-1     |         | Vòng 11 |
| Vòng 3  |         | 2-0     | Sông Lam Nghệ Tĩnh            | -    | Than Quảng Ninh               | 0-1     |         | Vòng 12 |
| Vòng 3  |         | 2-2     | Công nhân Nghĩa Bình          | -    | Dệt Nam Định                  | 2-0     |         | Vòng 12 |
| Vòng 3  |         | 0-0     | Long An                       | -    | Câu lạc bộ Quân đội           | 0-2     |         | Vòng 12 |
| Vòng 3  |         | 1-0     | Công an Thành phố Hồ Chí Minh | -    | Công nhân Xây dựng Hà Nội     | 0-0     |         | Vòng 12 |
| Vòng 4  |         | 0-0     | Than Quảng Ninh               | -    | Công nhân Nghĩa Bình          | 0-0     |         | Vòng 13 |
| Vòng 4  |         | 1-1     | Long An                       | -    | Dệt Nam Định                  | 0-2     |         | Vòng 13 |
| Vòng 4  |         | 2-1     | Công an Hải Phòng             | -    | Công nhân Xây dựng Hà Nội     | 1-0     |         | Vòng 13 |
| Vòng 4  |         | 1-0     | Câu lạc bộ Quân đội           | -    | Công an Thành phố Hồ Chí Minh | 1-0     |         | Vòng 13 |
| Vòng 5  |         | 1-0     | Sông Lam Nghệ Tĩnh            | -    | Công nhân Nghĩa Bình          | 0-0     |         | Vòng 14 |
| Vòng 5  |         | 3-0     | Câu lạc bộ Quân đội           | -    | Công an Hải Phòng             | 1-1     |         | Vòng 14 |
| Vòng 5  |         | 2-0     | Than Quảng Ninh               | -    | Long An                       | 0-0     |         | Vòng 14 |
| Vòng 5  |         | 1-0     | Dệt Nam Định                  | -    | Công an Thành phố Hồ Chí Minh | 1-2     |         | Vòng 14 |
| Vòng 6  |         | 1-0     | Than Quảng Ninh               |      | Công an Thành phố Hồ Chí Minh | 1-1     |         | Vòng 15 |
| Vòng 6  |         | 0-0     | Công an Hải Phòng             | -    | Dệt Nam Định                  | 0-0     |         | Vòng 15 |
| Vòng 6  |         | 1-1     | Sông Lam Nghệ Tĩnh            | -    | Long An                       | 2-1     |         | Vòng 15 |
| Vòng 6  |         | 0-0     | Câu lạc bộ Quân đội           | -    | Công nhân Xây dựng Hà Nội     | 1-2     |         | Vòng 15 |
| Vòng 7  |         | 4-3     | Công nhân Nghĩa Bình          | -    | Long An                       | 2-0     |         | Vòng 16 |
| Vòng 7  |         | 1-0     | Công an Thành phố Hồ Chí Minh | -    | Sông Lam Nghệ Tĩnh            | 5-0     |         | Vòng 16 |
| Vòng 7  |         | 0-0     | Công nhân Xây dựng Hà Nội     | -    | Dệt Nam Định                  | 1-2     |         | Vòng 16 |
| Vòng 7  |         | 0-0     | Công an Hải Phòng             | -    | Than Quảng Ninh               | 0-1     |         | Vòng 16 |
| Vòng 8  |         | 2-2     | Câu lạc bộ Quân đội           | -    | Dệt Nam Định                  | 1-2     |         | Vòng 17 |
| Vòng 8  |         | 1-0     | Công nhân Xây dựng Hà Nội     | -    | Than Quảng Ninh               | 1-0     |         | Vòng 17 |
| Vòng 8  |         | 1-0     | Công an Hải Phòng             | -    | Sông Lam Nghệ Tĩnh            | 2-2     |         | Vòng 17 |
| Vòng 8  |         | 1-0     | Công an Thành phố Hồ Chí Minh | -    | Công nhân Nghĩa Bình          | 0-0     |         | Vòng 17 |
| Vòng 9  |         | 0-0     | Long An                       | -    | Công an Thành phố Hồ Chí Minh | 2-5     |         | Vòng 18 |
| Vòng 9  |         | 1-0     | Công nhân Nghĩa Bình          | -    | Công an Hải Phòng             | 4-4     |         | Vòng 18 |
| Vòng 9  |         | 0-0     | Câu lạc bộ Quân đội           | -    | Than Quảng Ninh               | 2-1     |         | Vòng 18 |
| Vòng 9  |         | 1-0     | Công nhân Xây dựng Hà Nội     | -    | Sông Lam Nghệ Tĩnh            | 1-0     |         | Vòng 18 |

### Bảng B
| TT | Đội                     | Trận | Thắng | Hòa | Thua | Bàn thắng | Bàn thua | Điểm | Ghi chú             |
| 1  | Quảng Nam-Đà Nẵng       | 16   | 9     | 4   | 3    | 21        | 13       | 22   | Lọt vào giai đoạn 2 |
| 2  | Cảng Sài Gòn            | 16   | 8     | 6   | 2    | 25        | 14       | 20   | Lọt vào giai đoạn 2 |
| 3  | Lâm Đồng                | 16   | 7     | 7   | 2    | 30        | 20       | 18   | Lọt vào giai đoạn 2 |
| 4  | Công an Hà Nội          | 16   | 7     | 6   | 3    | 30        | 20       | 18   | Lọt vào giai đoạn 2 |
| 5  | Công nghiệp Hà Nam Ninh | 16   | 4     | 5   | 7    | 24        | 26       | 12   |                     |
| 6  | Tiền Giang              | 16   | 4     | 5   | 7    | 20        | 24       | 12   |                     |
| 7  | Công an Thanh Hóa       | 16   | 3     | 5   | 8    | 18        | 27       | 10   |                     |
| 8  | Điện Hải Phòng          | 16   | 2     | 8   | 6    | 8         | 18       | 8    |                     |
| 9  | Quân khu 3              | 16   | 2     | 6   | 8    | 9         | 23       | 8    |                     |

| Lượt đi | Lượt đi | Lượt đi | Trận                    | Trận | Trận                    | Lượt về | Lượt về    | Lượt về |
| ------- | ------- | ------- | ----------------------- | ---- | ----------------------- | ------- | ---------- | ------- |
| Ngày    | Sân     | Tỷ số   | Đội                     |      | Đội                     | Tỷ số   | Sân        | Ngày    |
| Vòng 1  |         | 2-2     | Tiền Giang              | -    | Lâm Đồng                | 1-1     |            | Vòng 10 |
| Vòng 1  |         | 1-0     | Quảng Nam-Đà Nẵng       | -    | Quân khu 3              | 2-0     |            | Vòng 10 |
| Vòng 1  |         | 1-0     | Cảng Sài Gòn            | -    | Công an Thanh Hóa       | 1-1     |            | Vòng 10 |
| Vòng 1  |         | 0-0     | Công nghiệp Hà Nam Ninh | -    | Điện Hải Phòng          | 0-0     |            | Vòng 10 |
| Vòng 2  |         | 1-0     | Quảng Nam-Đà Nẵng       | -    | Công an Thanh Hóa       | 2-1     |            | Vòng 11 |
| Vòng 2  |         | 2-2     | Công an Hà Nội          | -    | Công nghiệp Hà Nam Ninh | 4-2     |            | Vòng 11 |
| Vòng 2  |         | 4-0     | Cảng Sài Gòn            | -    | Điện Hải Phòng          | 0-0     |            | Vòng 11 |
| Vòng 2  |         | 1-0     | Lâm Đồng                | -    | Quân khu 3              | 2-2     |            | Vòng 11 |
| Vòng 3  |         | 2-0     | Tiền Giang              | -    | Quân khu 3              | 0-1     |            | Vòng 12 |
| Vòng 3  |         | 1-0     | Quảng Nam-Đà Nẵng       | -    | Điện Hải Phòng          | 0-0     |            | Vòng 12 |
| Vòng 3  |         | 3-3     | Lâm Đồng                | -    | Công an Thanh Hóa       | 3-0     |            | Vòng 12 |
| Vòng 3  |         | 3-2     | Cảng Sài Gòn            | -    | Công an Hà Nội          | 4-3     |            | Vòng 12 |
| Vòng 4  |         | 1-0     | Cảng Sài Gòn            | -    | Công nghiệp Hà Nam Ninh | 2-2     |            | Vòng 13 |
| Vòng 4  |         | 1-1     | Quảng Nam-Đà Nẵng       | -    | Công an Hà Nội          | 2-1     |            | Vòng 13 |
| Vòng 4  |         | 3-2     | Công an Thanh Hóa       | -    | Tiền Giang              | 2-0     |            | Vòng 13 |
| Vòng 4  |         | 2-0     | Lâm Đồng                | -    | Điện Hải Phòng          | 3-0     |            | Vòng 13 |
| Vòng 5  |         | 1-1     | Quân khu 3              | -    | Công an Thanh Hóa       | 1-1     |            | Vòng 14 |
| Vòng 5  |         | 4-0     | Quảng Nam-Đà Nẵng       | -    | Công nghiệp Hà Nam Ninh | 1-3     |            | Vòng 14 |
| Vòng 5  |         | 1-1     | Tiền Giang              | -    | Điện Hải Phòng          | 1-2     |            | Vòng 14 |
| Vòng 5  |         | 1-1     | Công an Hà Nội          | -    | Lâm Đồng                | 1-1     |            | Vòng 14 |
| Vòng 6  |         | 0-0     | Cảng Sài Gòn            | -    | Quảng Nam-Đà Nẵng       | 0-1     |            | Vòng 15 |
| Vòng 6  |         | 1-1     | Quân khu 3              | -    | Điện Hải Phòng          | 0-2     |            | Vòng 15 |
| Vòng 6  |         | 3-2     | Lâm Đồng                | -    | Công nghiệp Hà Nam Ninh | 2-1     |            | Vòng 15 |
| Vòng 6  |         | 0-0     | Công an Hà Nội          | -    | Tiền Giang              | 2-1     |            | Vòng 15 |
| Vòng 7  |         | 3-1     | Cảng Sài Gòn            | -    | Lâm Đồng                | 2-0     |            | Vòng 16 |
| Vòng 7  |         | 3-0     | Công an Hà Nội          | -    | Quân khu 3              | 3-1     | 26 tháng 4 | Vòng 16 |
| Vòng 7  |         | 2-1     | Tiền Giang              | -    | Công nghiệp Hà Nam Ninh | 3-2     |            | Vòng 16 |
| Vòng 7  |         | 1-0     | Công an Thanh Hóa       | -    | Điện Hải Phòng          | 2-2     |            | Vòng 16 |
| Vòng 8  |         | 1-1     | Quảng Nam-Đà Nẵng       | -    | Lâm Đồng                | 1-4     |            | Vòng 17 |
| Vòng 8  |         | 2-2     | Cảng Sài Gòn            | -    | Tiền Giang              | 2-1     |            | Vòng 17 |
| Vòng 8  |         | 3-0     | Công nghiệp Hà Nam Ninh | -    | Quân khu 3              | 1-1     |            | Vòng 17 |
| Vòng 8  |         | 3-1     | Công an Hà Nội          | -    | Công an Thanh Hóa       | 2-1     |            | Vòng 17 |
| Vòng 9  |         | 0-0     | Điện Hải Phòng          | -    | Công an Hà Nội          | 0-2     |            | Vòng 18 |
| Vòng 9  |         | 2-1     | Tiền Giang              | -    | Quảng Nam-Đà Nẵng       | 0-2     |            | Vòng 18 |
| Vòng 9  |         | 3-1     | Công nghiệp Hà Nam Ninh | -    | Công an Thanh Hóa       | 2-0     |            | Vòng 18 |
| Vòng 9  |         | 0-0     | Cảng Sài Gòn            | -    | Quân khu 3              | 0-1     |            | Vòng 18 |

### Bảng C
| TT | Đội                                  | Trận | Thắng | Hòa | Thua | Bàn thắng | Bàn thua | Điểm | Ghi chú             |
| 1  | Hải Quan                             | 16   | 11    | 2   | 3    | 33        | 16       | 24   | Lọt vào giai đoạn 2 |
| 2  | Sở Công nghiệp Thành phố Hồ Chí Minh | 16   | 10    | 4   | 2    | 24        | 14       | 24   | Lọt vào giai đoạn 2 |
| 3  | An Giang                             | 16   | 8     | 5   | 3    | 21        | 11       | 20   | Lọt vào giai đoạn 2 |
| 4  | Phú Khánh                            | 16   | 7     | 5   | 4    | 18        | 11       | 18   | Lọt vào giai đoạn 2 |
| 5  | Quân khu Thủ đô                      | 16   | 5     | 4   | 7    | 17        | 22       | 14   |                     |
| 6  | Công an Quảng Nam-Đà Nẵng            | 16   | 4     | 7   | 5    | 18        | 23       | 12   |                     |
| 7  | Cảng Hải Phòng                       | 16   | 4     | 3   | 9    | 18        | 24       | 11   |                     |
| 8  | Tổng cục Đường sắt                   | 16   | 3     | 4   | 9    | 11        | 17       | 10   |                     |
| 9  | Phòng không                          | 16   | 0     | 6   | 10   | 9         | 31       | 4    |                     |

| Lượt đi | Lượt đi | Lượt đi | Trận                                 | Trận | Trận                                 | Lượt về | Lượt về | Lượt về |
| ------- | ------- | ------- | ------------------------------------ | ---- | ------------------------------------ | ------- | ------- | ------- |
| Ngày    | Sân     | Tỷ số   | Đội                                  |      | Đội                                  | Tỷ số   | Sân     | Ngày    |
| Vòng 1  |         | 2-0     | An Giang                             | -    | Tổng cục Đường sắt                   | 1-0     |         | Vòng 10 |
| Vòng 1  |         | 6-2     | Hải Quan                             | -    | Phòng không                          | 2-1     |         | Vòng 10 |
| Vòng 1  |         | 1-0     | Phú Khánh                            | -    | Cảng Hải Phòng                       | 1-3     |         | Vòng 10 |
| Vòng 1  |         | 1-0     | Sở Công nghiệp Thành phố Hồ Chí Minh | -    | Công an Quảng Nam-Đà Nẵng            | 3-1     |         | Vòng 10 |
| Vòng 2  |         | 3-0     | Sở Công nghiệp Thành phố Hồ Chí Minh | -    | Phòng không                          | 1-0     |         | Vòng 11 |
| Vòng 2  |         | 2-0     | Cảng Hải Phòng                       | -    | Quân khu Thủ đô                      | 0-2     |         | Vòng 11 |
| Vòng 2  |         | 1-0     | Công an Quảng Nam-Đà Nẵng            | -    | Tổng cục Đường sắt                   | 1-0     |         | Vòng 11 |
| Vòng 2  |         | 1-0     | Hải Quan                             | -    | Phú Khánh                            | 0-2     |         | Vòng 11 |
| Vòng 3  |         | 3-0     | Phú Khánh                            | -    | Sở Công nghiệp Thành phố Hồ Chí Minh | 0-0     |         | Vòng 12 |
| Vòng 3  |         | 0-0     | Tổng cục Đường sắt                   | -    | Phòng không                          | 2-0     |         | Vòng 12 |
| Vòng 3  |         | 2-0     | Hải Quan                             | -    | Quân khu Thủ đô                      | 3-1     |         | Vòng 12 |
| Vòng 3  |         | 0-0     | An Giang                             | -    | Công an Quảng Nam-Đà Nẵng            | 2-2     |         | Vòng 12 |
| Vòng 4  |         | 2-0     | Hải Quan                             | -    | Cảng Hải Phòng                       | 3-1     |         | Vòng 13 |
| Vòng 4  |         | 1-0     | Sở Công nghiệp Thành phố Hồ Chí Minh | -    | Quân khu Thủ đô                      | 4-3     |         | Vòng 13 |
| Vòng 4  |         | 0-0     | An Giang                             | -    | Phòng không                          | 1-1     |         | Vòng 13 |
| Vòng 4  |         | 1-0     | Phú Khánh                            | -    | Tổng cục Đường sắt                   | 1-1     |         | Vòng 13 |
| Vòng 5  |         | 2-1     | Phú Khánh                            | -    | An Giang                             | 1-1     |         | Vòng 14 |
| Vòng 5  |         | 2-2     | Công an Quảng Nam-Đà Nẵng            | -    | Phòng không                          | 2-0     |         | Vòng 14 |
| Vòng 5  |         | 2-0     | Sở Công nghiệp Thành phố Hồ Chí Minh | -    | Cảng Hải Phòng                       | 2-1     |         | Vòng 14 |
| Vòng 5  |         | 2-1     | Quân khu Thủ đô                      | -    | Tổng cục Đường sắt                   | 2-1     |         | Vòng 14 |
| Vòng 6  |         | 1-1     | Hải Quan                             | -    | Sở Công nghiệp Thành phố Hồ Chí Minh | 2-2     |         | Vòng 15 |
| Vòng 6  |         | 0-0     | Công an Quảng Nam-Đà Nẵng            | -    | Phú Khánh                            | 3-2     |         | Vòng 15 |
| Vòng 6  |         | 0-0     | Cảng Hải Phòng                       | -    | Tổng cục Đường sắt                   | 1-2     |         | Vòng 15 |
| Vòng 6  |         | 3-0     | An Giang                             | -    | Quân khu Thủ đô                      | 3-1     |         | Vòng 15 |
| Vòng 7  |         | 1-0     | Hải Quan                             | -    | Tổng cục Đường sắt                   | 2-3     |         | Vòng 16 |
| Vòng 7  |         | 3-0     | Phú Khánh                            | -    | Phòng không                          | 1-0     |         | Vòng 16 |
| Vòng 7  |         | 1-1     | Công an Quảng Nam-Đà Nẵng            | -    | Quân khu Thủ đô                      | 0-0     |         | Vòng 16 |
| Vòng 7  |         | 2-0     | An Giang                             | -    | Cảng Hải Phòng                       | 1-0     |         | Vòng 16 |
| Vòng 8  |         | 1-1     | Quân khu Thủ Đô                      | -    | Phòng Không                          | 3-0     |         | Vòng 17 |
| Vòng 8  |         | 1-1     | Sở Công nghiệp Thành phố Hồ Chí Minh | -    | Tổng cục Đường sắt                   | 1-0     |         | Vòng 17 |
| Vòng 8  |         | 1-2     | Hải Quan                             | -    | An Giang                             | 1-0     |         | Vòng 17 |
| Vòng 8  |         | 3-5     | Công an Quảng Nam-Đà Nẵng            | -    | Cảng Hải Phòng                       | 1-1     |         | Vòng 17 |
| Vòng 9  |         | 0-0     | Phú Khánh                            | -    | Quân khu Thủ Đô                      | 0-1     |         | Vòng 18 |
| Vòng 9  |         | 2-1     | An Giang                             | -    | Sở Công nghiệp Thành phố Hồ Chí Minh | 0-1     |         | Vòng 18 |
| Vòng 9  |         | 3-1     | Cảng Hải Phòng                       | -    | Phòng không                          | 1-1     |         | Vòng 18 |
| Vòng 9  |         | 2-0     | Hải Quan                             | -    | Công an Quảng Nam-Đà Nẵng            | 4-1     |         | Vòng 18 |

## Giai đoạn 2

### Nhóm 1
| TT | Đội                 | Trận | Thắng | Thua | Bàn thắng | Bàn thua | Điểm | Ghi chú        |
| 1  | Câu lạc bộ Quân đội | 3    | 3     | 0    | 9         | 4        | 6    | Lọt vào tứ kết |
| 2  | An Giang            | 3    | 2     | 1    | 7         | 6        | 4    | Lọt vào tứ kết |
| 3  | Lâm Đồng            | 3    | 1     | 2    | 5         | 5        | 2    | Lọt vào tứ kết |
| 4  | Công an Hải Phòng   | 3    | 0     | 3    | 2         | 8        | 0    |                |

| Ngày | Sân | Đội                 | Tỷ số          | Đội               |
|      |     | Câu lạc bộ Quân đội | 2-2, 4-3 (11m) | An Giang          |
|      |     | Lâm Đồng            | 2-0            | Công an Hải Phòng |
|      |     | Câu lạc bộ Quân đội | 1-0            | Lâm Đồng          |
|      |     | An Giang            | 1-0            | Công an Hải Phòng |
|      |     | Câu lạc bộ Quân đội | 5-2            | Công an Hải Phòng |
|      |     | An Giang            | 3-3, 3-2 (11m) | Lâm Đồng          |

### Nhóm 2
| TT | Đội                  | Trận | Thắng | Thua | Bàn thắng | Bàn thua | Điểm | Ghi chú        |
| 1  | Cảng Sài Gòn         | 3    | 2     | 1    | 4         | 2        | 4    | Lọt vào tứ kết |
| 2  | Phú Khánh            | 3    | 2     | 1    | 6         | 5        | 4    | Lọt vào tứ kết |
| 3  | Công nhân Nghĩa Bình | 3    | 1     | 2    | 6         | 7        | 2    |                |
| 4  | Công an Hà Nội       | 3    | 1     | 2    | 1         | 3        | 2    |                |

| Ngày | Sân | Đội                  | Tỷ số          | Đội                  |
|      |     | Công nhân Nghĩa Bình | 1-1, 5-4 (11m) | Cảng Sài Gòn         |
|      |     | Phú Khánh            | 1-0            | Công an Hà Nội       |
|      |     | Công an Hà Nội       | 1-0            | Công nhân Nghĩa Bình |
|      |     | Cảng Sài Gòn         | 1-0            | Phú Khánh            |
|      |     | Cảng Sài Gòn         | 2-0            | Công an Hà Nội       |
|      |     | Phú Khánh            | 5-4            | Công nhân Nghĩa Bình |

### Nhóm 3
| TT | Đội                                  | Trận | Thắng | Thua | Bàn thắng | Bàn thua | Điểm | Ghi chú        |
| 1  | Sở Công nghiệp Thành phố Hồ Chí Minh | 3    | 3     | 0    | 5         | 2        | 6    | Lọt vào tứ kết |
| 2  | Hải Quan                             | 3    | 2     | 1    | 5         | 4        | 4    | Lọt vào tứ kết |
| 3  | Quảng Nam-Đà Nẵng                    | 3    | 1     | 2    | 8         | 6        | 2    | Lọt vào tứ kết |
| 4  | Công an Thành phố Hồ Chí Minh        | 3    | 0     | 3    | 1         | 7        | 0    |                |

| Ngày | Sân | Đội                                  | Tỷ số | Đội                           |
|      |     | Sở Công nghiệp Thành phố Hồ Chí Minh | 1-0   | Công an Thành phố Hồ Chí Minh |
|      |     | Hải Quan                             | 3-2   | Quảng Nam-Đà Nẵng             |
|      |     | Hải Quan                             | 1-0   | Công an Thành phố Hồ Chí Minh |
|      |     | Sở Công nghiệp Thành phố Hồ Chí Minh | 2-1   | Quảng Nam-Đà Nẵng             |
|      |     | Sở Công nghiệp Thành phố Hồ Chí Minh | 2-1   | Hải Quan                      |
|      |     | Quảng Nam-Đà Nẵng                    | 5-1   | Công an Thành phố Hồ Chí Minh |

## Tứ kết
| Câu lạc bộ Quân đội | 1-1, 4-3 (11m) | Lâm Đồng |

| An Giang | 1-1, 4-2 (11m) | Cảng Sài Gòn |

| Quảng Nam-Đà Nẵng | 3-2 | Sở Công nghiệp Thành phố Hồ Chí Minh |

| Phú Khánh | 2-1 | Hải Quan |

## Bán kết
| Câu lạc bộ Quân đội | 2-1 | Phú Khánh |

| Quảng Nam-Đà Nẵng | 1-0 | An Giang |

## Tranh hạng ba
| An Giang | 3-1 | Phú Khánh |

## Chung kết
| Câu lạc bộ Quân đội | 1–0 | Quảng Nam – Đà Nẵng |
| ------------------- | --- | ------------------- |
| Đặng Văn Dũng       |     |                     |

| Vô địch Giải bóng đá A1 toàn quốc 1987 |
| -------------------------------------- |
| Câu lạc bộ Quân đội Lần thứ 3          |